# Consejo Nacional Unido
El Consejo Nacional Unido (en georgiano: ერთიანი ეროვნული საბჭო) fue una coalición electoral de centroderecha que existió en Georgia entre 2007 y 2010, como principal grupo opositor al gobierno del Movimiento Nacional Unido de Mijeíl Saakashvili. Los partidos que conformaron el Consejo Nacional Unido fueron: el Partido Republicano de Georgia, el Partido Conservador de Georgia, Camino de Georgia, el Partido Popular, Tavisupleba, Movimiento por una Georgia Unida, Foro Nacional, Compañía Georgiana y Nosostros Mismos.

## Historia
El Consejo Nacional se fundó a finales de septiembre de 2007 en respuesta al encarcelamiento del exministro de Defensa Irakli Okruashvili, que la oposición georgiana consideró una prueba de actividad criminal por parte del gobierno. El 28 de septiembre participó en una manifestación conjunta frente al edificio del parlamento georgiano en Tiflis y organizó la primera manifestación masiva en el bulevar Rustaveli el 2 de noviembre, a la que siguieron otras manifestaciones. El Partido Laborista de Georgia trabajó inicialmente en el Consejo Nacional, pero lo abandonó a mediados de noviembre tras una disputa sobre un candidato presidencial común. 
El 17 de octubre, el Consejo Nacional adoptó un manifiesto en el que exponía sus objetivos políticos y el 12 de noviembre nominó a Levan Gachechiladze como candidato conjunto para las elecciones presidenciales de 2008 y a Salomé Zurabishvili como primera ministra del gabinete en la sombra. En ellas, Gachechiladze obtuvo el 26.29% de los votos contra el 54.73% de Saakashvili, quedando en segundo lugar y obteniendo una estrecha victoria en Tiflis, donde se encuentra la mayor parte de la población.
El Partido Republicano de Georgia abandonó el Consejo Nacional en febrero de 2008 para presentar su propia lista en las elecciones. La coalición participó en las elecciones parlamentarias del mismo año, obteniendo el 17.73% de los votos y 17 escaños. 
Se disolvió tras las elecciones locales de 2010, en las cuales solo obtuvo algo más que el 8% de los sufragios a nivel nacional.

## Resultados electorales

### Elecciones parlamentarias
| Elección | Votos   | %     | Representantes | +/–   | Posición | Coalición       | Candidato           |
| -------- | ------- | ----- | -------------- | ----- | -------- | --------------- | ------------------- |
| 2008     | 314,668 | 17,73 | 17/150         | Nuevo | 2.º      | Oposición Unida | Levan Gachechiladze |

### Elecciones presidenciales
| Elección | Votos   | %     | Candidato           | +/–   | Posición |
| -------- | ------- | ----- | ------------------- | ----- | -------- |
| 2008     | 509.234 | 26,29 | Levan Gachechiladze | Nuevo | 2.º      |

### Elecciones locales
| Elección | Votos   | %    | Representantes | +/–   | Coalición       | Posición |
| -------- | ------- | ---- | -------------- | ----- | --------------- | -------- |
| 2010     | 115.253 | 6,77 | 41/2043        | Nuevo | Oposición Unida | 4.º      |